# Pivovar Rybáře
Pivovar Rybáře byl založen v roce 1878 v tehdy samostatné vsi Rybáře (něm. Fishern) sládkem a podnikatelem Antonem Weberem. Nyní je pivovar opuštěný a z velké části zborcený.

## Od uvedení provozu do ukončení
První várka piva byla uvařena 13. prosince 1879. V prvním roce své existence pivovar vyprodukoval 12 430 hektolitrů piva. Produkce piva stále stoupala a na přelomu století dosáhl pivovar ročního výstavu téměř 90 000 hektolitrů. Weberův pivovar se postupně stal dominantním hráčem na trhu, likvidoval konkurenci v blízkém okolí a rozšířil své obchodní zastoupení do mnoha zemí světa. Po roce 1918 převzali vedení pivovaru Weberovi synové Robert, Paul a Siegfried. Pivovar nadále prosperoval, avšak produkce již nedosahovala předválečných čísel, přispěla k tomu i hospodářská krize. Od roku 1938, kdy se Karlovy Vary staly součástí Německa, byl pivovar pod jeho národní správou a vedený nacistickým sládkem Wolfem. Během druhé světové války byl v areálu pivovaru dokonce zřízen koncentrační tábor.
Po válce byl pivovar převeden pod národní správu Československé republiky a došlo k výměně zaměstnanců v důsledku odsunu německého obyvatelstva. V roce 1948 byl pivovar znárodněn. Poválečná produkce piva dosáhla historického maxima v roce 1956 s výstavem 130 390 hektolitrů. Po modernizacích v následujících letech se výstav nadále zvyšoval, až v druhé polovině 90. let 20. století dosáhl kolem 250 000 hektolitrů ročně. Přesto byl na konci listopadu 1999 karlovarský pivovar zakonzervován společností Plzeňský Prazdroj, který pivovar Rybáře získal v roce 1990. Hlavními důvody byly nezájem o regionální značku Karel a centralizace výroby.

## Po ukončení provozu
V roce 2001 se objevily první snahy prodat areál, ale dostatečně atraktivní nabídka pro Plzeňský Prazdroj přišla až v roce 2004. Areál se prodal společnosti Upmann Style, která plánovala zřídit v areálu sklady a obchodní prostory. V následujících letech se začaly objevovat nové plány na využití areálu, od zábavního parku po bytové komplexy. Žádný z nich však nebyl uskutečněn, areál se stal úkrytem bezdomovců a začal chátrat.
V roce 2018 areál znovu změnil majitele. Stala se jím společnost AF Company. Vypadalo, že se s areálem nakonec začne něco dělat, ale přestavba se zdržela kvůli množství komplikací, jako bylo velké znečištění, přítomnost bezdomovců, požár v areálu a nutnost získání povolení od dopravní policie. Nakonec 9. dubna 2024 dostala AF Company veškerá povolení a zavázala se demolici zahájit do 90 dnů.